# Martha Strasser

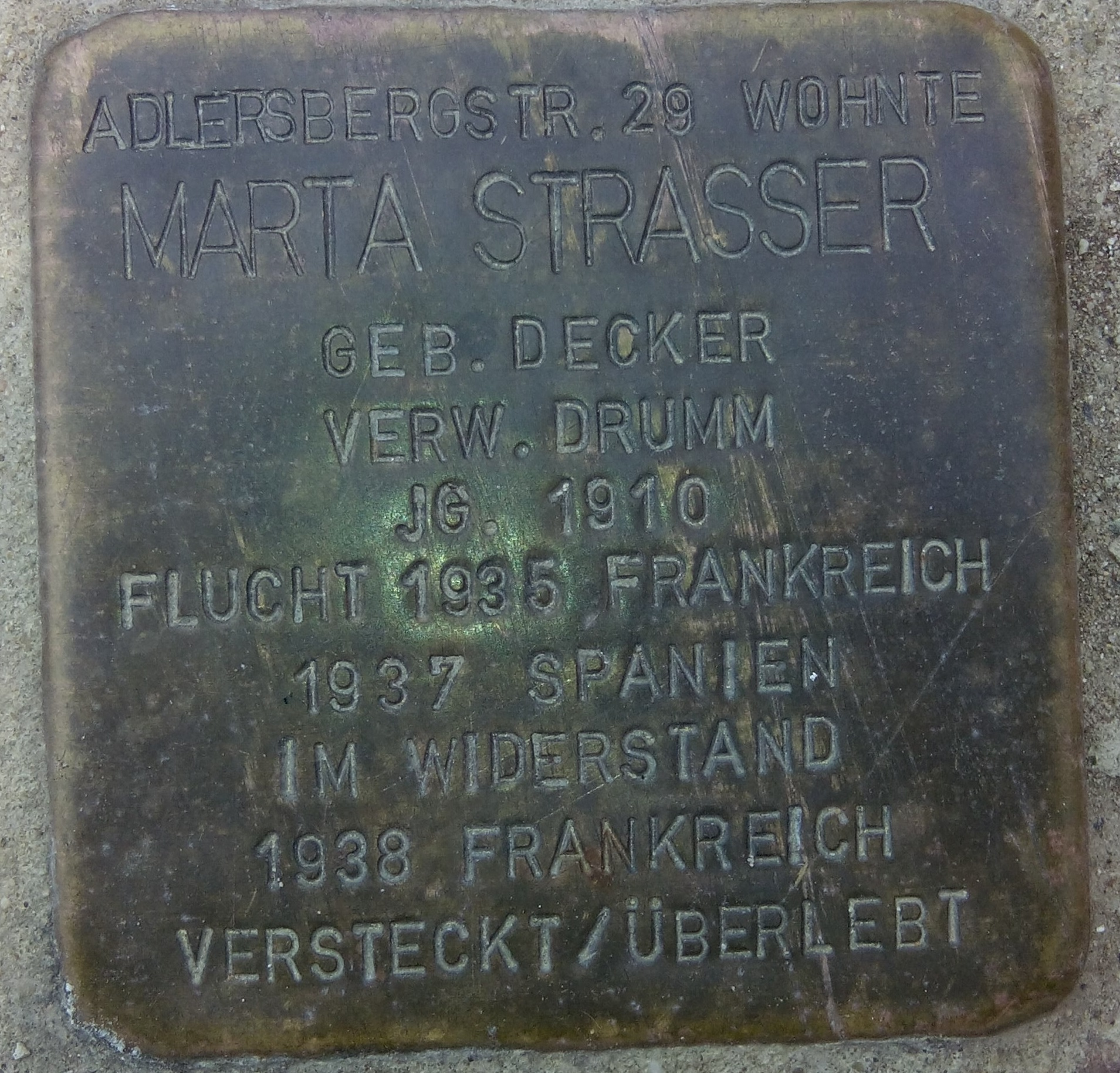
Stolperstein von Martha Strasser

Martha Strasser; geborene Decker, ehemals Drumm (* 21. November 1910 in Wiebelskirchen; † 18. Januar 2002 in Berlin) war eine deutsche Kommunistin und Widerstandskämpferin gegen den Nationalsozialismus.

## Leben
Martha Decker wurde in Wiebelskirchen als Tochter eines Bergarbeiters geboren. Nach der Volksschule arbeitete sie 1924 als Kindermädchen bei einer Steigerfamilie, anschließend ging sie als Kindermädchen nach Bad Kreuznach und anschließend nach Berlin. 1929 kehrte sie in das Saargebiet zurück und schloss sich der SPD an. Sie lernte dort Hermann Drumm kennen, den sie im April 1933 heiratete.
In der Zeit der Saarabstimmung engagierte sich ihr Mann in der Einheitsfront. Nach Bekanntgabe des Abstimmungsergebnisses am 15. Januar 1935 wurde Hermann Drumm bei einem Fackelzug der Deutschen Front mit dem Tode bedroht. In der gleichen Nacht versuchten sie in seine Wohnung einzubrechen, was jedoch scheiterte. Am nächsten Tag flohen die beiden aus dem Saargebiet und setzten sich über Carcassonne, Blaye und das Département Puy-de-Dôme nach La Combelle ab. Dort arbeitete ihr Mann einige Zeit als Bergmann, bis 1936 der Spanische Bürgerkrieg begann. Während ihr Mann direkt zur Front ging, belegte sie einen Kurs beim Roten Kreuz und arbeitete anschließend als Operationsschwester für die Internationalen Brigaden.
Nachdem ihr Mann am 1. September 1937 bei der Schlacht von Belchite fiel, kam am 5. Dezember 1937 ihr Sohn Hermann in Albacete zur Welt. Im Oktober 1938 ging Martha Drumm zurück nach La Combelle in Frankreich. Unter den SPD-Mitgliedern, die im Exil in Frankreich lebten, wurden ihr Engagement und das ihres Mannes im Spanischen Bürgerkrieg scharf kritisiert. So wandte sich Martha Drumm von der SPD ab und zog nach Montluçon im Département Allier, wo eine Reihe von Saaremigranten, die ebenfalls im Spanienkrieg gekämpft hatten, sich niedergelassen hatte. Dort lernte sie Josef Strasser, ein KPD-Mitglied aus Bayern, kennen. Die beiden wurden ein Paar. Während Martha Drumm als Hilfskraft arbeitete, kümmerte sich Strasser um ihren Sohn. Im April 1943 entkam das Paar der Gestapo und schloss sich der Résistance an.
Im Oktober 1945 zog sie zusammen mit Strasser nach Rosenheim in Bayern. Sie schloss sich der KPD an und kandidierte bei der Stadtratswahl 1946. Da eine Unverheiratete für die Liste jedoch nicht in Frage kam, ehelichte sie ihren Lebensgefährten vor der Wahl. Bis zum KPD-Verbot 1956 blieb das Paar in Rosenheim, siedelte dann jedoch nach Karl-Marx-Stadt in die Deutsche Demokratische Republik über, da ihr Ehemann als ehemaliges KPD-Mitglied keine Arbeit mehr finden konnte. Josef Strasser verstarb am 10. Juli 1968 in Karl-Marx-Stadt. Martha Strasser zog später nach Berlin, wo sie am 18. Januar 2002 verstarb. Martha Strasser wurde mit dem Vaterländischen Verdienstorden der DDR sowie der Florence-Nightingale-Medaille des Internationalen Roten Kreuzes ausgezeichnet. Anlässlich des 110. Geburtstages von Marta Drumm wurde zum ersten Mal die „Marta-Drumm-Medaille“ verliehen, die unter anderem von der Gewerkschaft Verdi, Region Saar-Trier und der Rosa Luxemburg Stiftung im Saarland gestiftet wurde. Die Medaille wurde an die Krankenpflegerin Amaneh Golnaz Abedian verliehen, die aus dem Iran stammt und sich in der Gewerkschaft Verdi stark für Frauenrechte engagiert. 2012 wurde auf dem Wibiloplatz in Wiebelskirchen ein Stolperstein für Strasser verlegt.